# Geert-Jan Derikx
Geert-Jan Marie Derikx (* 31. Oktober 1980 in ’s-Hertogenbosch) ist ein ehemaliger niederländischer Hockeyspieler, der bei den Olympischen Spielen 2004 die Silbermedaille gewann. Er war Weltmeisterschaftsdritter 2010 sowie Europameister 2007, Europameisterschaftszweiter 2005 und Europameisterschaftsdritter 2009.

## Sportliche Karriere
Der 1,92 m große Verteidiger bestritt 215 Länderspiele für die niederländische Nationalmannschaft, in denen er 12 Tore erzielte. Derikx debütierte 2002 in der Nationalmannschaft. Im Jahr darauf bei der Europameisterschaft in Barcelona unterlagen die Niederländer im Halbfinale der spanischen Mannschaft mit 2:5 und verloren auch das Spiel um den dritten Platz im Siebenmeterschießen gegen das englische Team. 2004 bei den Olympischen Spielen in Athen gewannen die Niederländer ihre Vorrundengruppe und siegten im Halbfinale mit 3:2 über die deutsche Mannschaft. Im Finale unterlagen die Niederländer den Australiern mit 1:2 nach Sudden Death durch ein Tor von Jamie Dwyer in der Verlängerung. Derikx wirkte in allen sieben Spielen mit und erzielte in der Vorrunde einen Treffer.
Bei der Europameisterschaft 2005 in Leipzig gewannen die Niederländer ihre Vorrundengruppe mit einem 2:1 über Spanien. Nach einem 5:1-Halbfinalsieg über die belgische Mannschaft trafen die Niederländer im Finale erneut auf die Spanier und verloren mit 2:4. 2006 belegten die Niederländer bei der Weltmeisterschaft in Mönchengladbach den siebten Platz. Im Jahr darauf bei der Europameisterschaft in Manchester gewannen die Niederländer ihre Vorrundengruppe vor den Spaniern. Im Halbfinale bezwangen sie die Belgier mit 7:2 und im Finale gegen die Spanier gewannen die Niederländer mit 3:2 durch zwei Tore von Taeke Taekema und ein Tor von Matthijs Brouwer. Bei den Olympischen Spielen 2008 in Peking gewannen die Niederländer ihre Vorrundengruppe, unterlagen aber im Halbfinale dem deutschen Team im Penaltyschießen. Das Spiel um die Bronzemedaille verloren die Niederländer gegen die australische Mannschaft mit 2:6.
2009 waren die Niederländer Gastgeber der Europameisterschaft in Amstelveen, sie belegten in der Vorrunde den zweiten Platz hinter den Spaniern. Nach einer Halbfinalniederlage durch Golden Goal gegen das englische Team gewannen die Niederländer das Spiel um den dritten Platz mit 6:1 gegen Spanien. Sein letztes Turnier bestritt Geert-Jan Derikx 2010 bei der Weltmeisterschaft in Neu-Delhi. Die Niederländer erreichten das Halbfinale als Gruppenzweite hinter den Deutschen. Nach einer 1:2-Halbfinalniederlage gegen die Australier erkämpften die Niederländer die Bronzemedaille mit einem 4:3-Sieg gegen das englische Team.
Derikx begann bei HC ’s-Hertogenbosch, wechselte dann zum HC Klein Zwitserland und später zum Stichtse Cricket en Hockey Club. Ab 2007 spielte er für den Amsterdamsche Hockey & Bandy Club. Viele Jahre spielte er auch in der Nationalmannschaft gemeinsam mit seinem jüngeren Bruder Rob Derikx.